# Àgave (filla de Cadme)

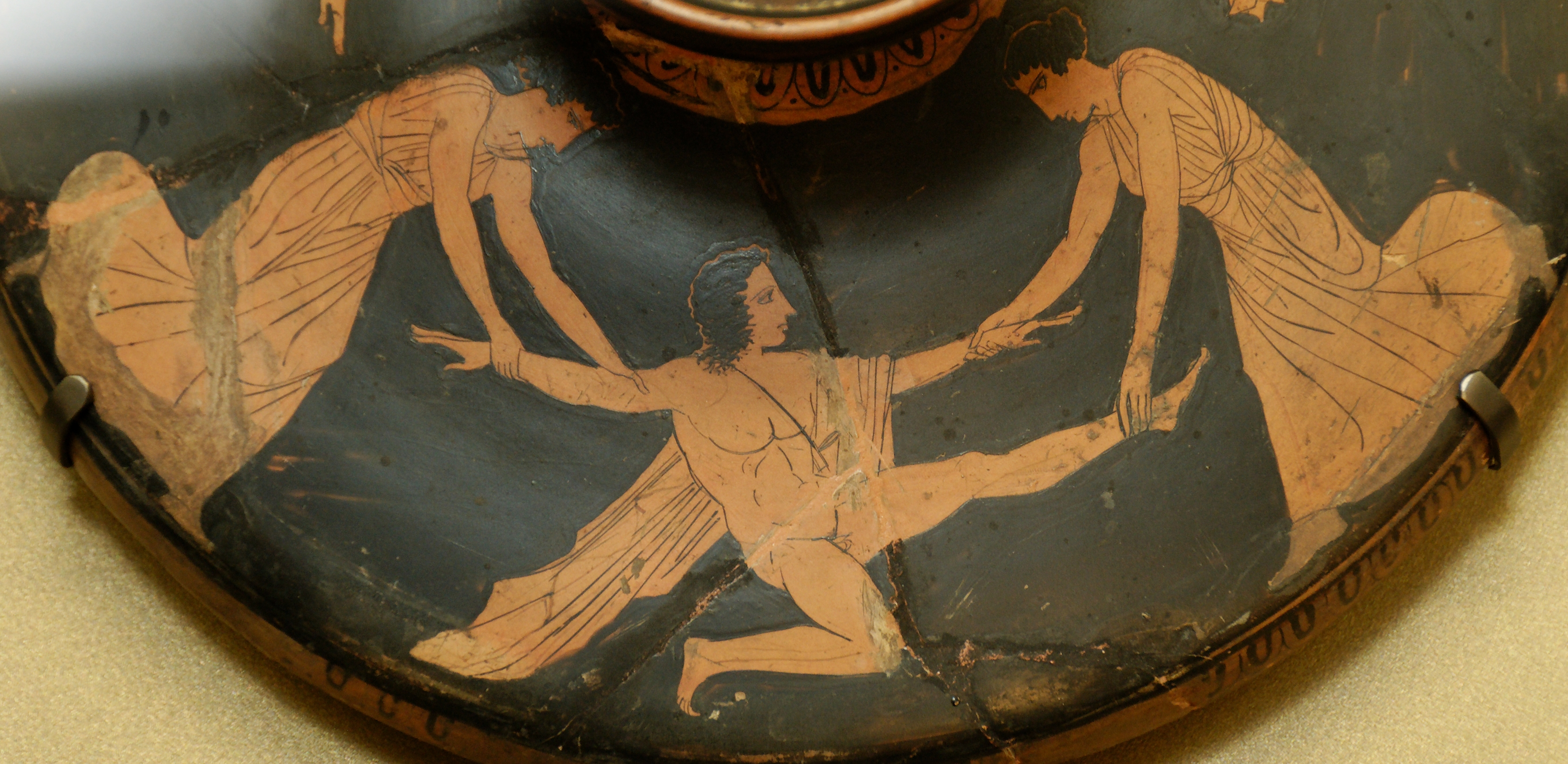
Penteu, fill d'Agaue, és esquinçat per sa mare i la germana d'ella, Ino. Lecànide (λεκανίς) àtica amb figures vermelles, aprox. 450-425 a. Cr. (Louvre, París)

Segons la mitologia grega, Àgave o Agave (grec antic: Ἀγαύη; llatí: Ăgāuē o Ăgăuē) va ser una princesa tebana, filla de Cadme i d'Harmonia. les seves germanes eren Autònoe, Ino i Sèmele. Es va casar amb Equíon i li donà un fill, Penteu.
Sèmele, la seva germana, havia mort per un llamp de Zeus, quan, de forma imprudent, va demanar al seu amant que es mostrés amb tota la seva esplendor. Llavors Àgave va anar dient que Sèmele havia tingut una aventura amb un mortal i que Zeus l'havia castigada per haver pretès que estava embarassada d'un déu. Dionís, el fill de Sèmele, va venjar la seva mare castigant cruelment Àgave per haver-la calumniat. Quan Dionís va tornar a Tebes, on en aquell moment regnava Penteu, va fer que totes les dones de la ciutat es reunissin a les muntanyes de Citeró per celebrar els seus misteris. Penteu, que no volia que el culte s'introduís a la seva terra, va intentar espiar les bacants, però Àgave el va veure i el va prendre per una bèstia ferotge. En la seva bogeria esquarterà Penteu membre a membre. Quan va recobrar l'enteniment, va fugir de Tebes molt espantada, i va fer cap a Il·líria, a la cort de Licoterses, rei del país, amb qui es casà. Però més endavant, segons una tradició, per garantir la possessió del regne, va matar el seu pare Cadme quan aquest va anar a Il·líria.